# American Sniper (bog)
 Ikke at forveksle med filmen American Sniper.
American Sniper: The Autobiography of the Most Lethal Sniper in U.S. Military History(dansk: American Sniper: Selvbiografien af den mest dødbringende snigskytte i den amerikanske hærs historie) er en erindringsbog af Chris Kyle fra United States Navy SEAL, og skrevet sammen med Scott McEwen og Jim DeFelice. Med 255 drab, 160 af dem officielt bekræftet af Pentagon, er Kyle den mest dødelige snigskytte i den amerikanske hærs historie. Bogen blev udgivet af William Morrow & Co. den 2. januar 2012, og den var på The New York Times Best Seller list i 37 uger.  Der blev solgt 1.2 millioner kopier af bogen over alle formater(bog, e-bog, osv.), og i 2015 blev 700.000 solgt, og gør den til den bedst sælgende bog i 2015. Den kom på toppen af alle større bestsellerlister, heri The New York Times, Publishers Weekly, og USA Today, og nr. 2 på Amazon. Den filmatiserede version af bogen, instrueret af Clint Eastwood, blev udgivet i 2014.

## Filmatisering
En filmatisering af bogen blev udgivet af Warner Bros. og havde verdenspremiere den 11. november 2014, ved American Film Institute Festival, efterfulgt af en begrænset biografpremiere i USA den 25. december 2014. Det fik en bred udgivelse den 16. januar 2015.